# Angela Chow
Angela Chow (...) è una conduttrice televisiva canadese di origini cinesi, conosciuta principalmente per aver condotto tutte le edizioni di Miss Mondo dal 2003 al 2018, oltre che per essere la conduttrice di due differenti talk show Good Morning China e Du Bao Magazine Critique su Phoenix TV.
Parla correntemente inglese e mandarino. In precedenza aveva lavorato come VJ per i canali musicali MTV Asia e Channel V.